# Jean-Joseph Charles
Jean-Joseph Charles, né vers 1787 à Lyon où il est mort le 22 avril 1822, est un sculpteur français.

## Biographie

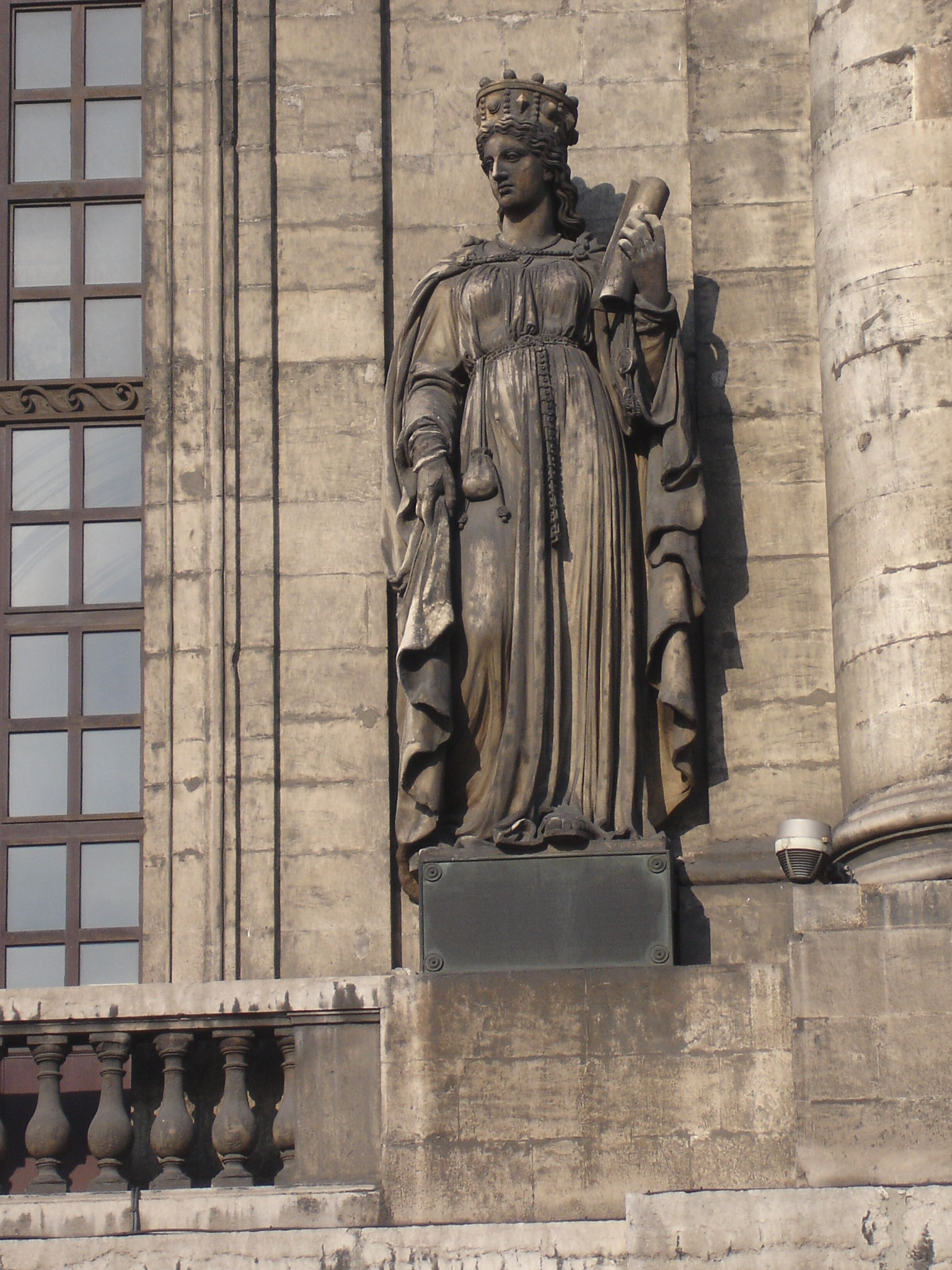
Jean-Joseph Charles, Ultrogothe, 1819, Lyon, Hôtel-Dieu.

Jean-Joseph Charles est né à Lyon en 1787. fit ses études à l'école de dessin de sa ville natale et devient élève de Joseph Charles Marin et de Joseph Chinard,. Il meurt jeune, dans un accès de folie, en 1822.
On lui doit une statue de la reine Ultrogothe, placée en 1819, sur la façade de l'Hôtel-Dieu de Lyon. La maquette en terre cuite de cette statue figure au Musée de la ville. 